# Cokesbury
Cokesbury és una concentració de població designada pel cens dels Estats Units a l'estat de Carolina del Sud. Segons el cens del 2000 tenia 279 habitants.

## Demografia
Segons el cens del 2000, Cokesbury tenia 279 habitants, 105 habitatges i 78 famílies. La densitat de població era de 171 habitants/km².
Dels 105 habitatges en un 33,3% hi vivien nens de menys de 18 anys, en un 52,4% hi vivien parelles casades, en un 17,1% dones solteres, i en un 25,7% no eren unitats familiars. En el 25,7% dels habitatges hi vivien persones soles el 7,6% de les quals corresponia a persones de 65 anys o més que vivien soles. El nombre mitjà de persones vivint en cada habitatge era de 2,66 i el nombre mitjà de persones que vivien en cada família era de 3,14.
Per edats la població es repartia de la següent manera: un 26,2% tenia menys de 18 anys, un 6,5% entre 18 i 24, un 27,2% entre 25 i 44, un 29% de 45 a 60 i un 11,1% 65 anys o més.
L'edat mediana era de 40 anys. Per cada 100 dones de 18 o més anys hi havia 89 homes.
La renda mediana per habitatge era de 31.908 $ i la renda mediana per família de 31.447 $. Els homes tenien una renda mediana de 16.927 $ mentre que les dones 30.625 $. La renda per capita de la població era de 13.592 $. Entorn del 7,4% de les famílies i el 13,5% de la població estaven per davall del llindar de pobresa.

## Poblacions més properes
El següent diagrama mostra les poblacions més properes.